# Imereti Choni
Imereti Choni (georgiska: იმერეთი ხონი) är en fotbollsklubb från Choni i Georgien. Klubben spelar för närvarande i Pirveli Liga och spelar sina hemmamatcher på Tsentraluri Stadioni i Martvili. Klubben tränas av georgiern Dato Tjelidze.